# Sarah Kofman
Sarah Kofman (París, 14 de septiembre de 1934-Ibid.,15 de octubre de 1994) fue una filósofa, escritora y docente francesa.

## Biografía
Su padre, rabino de origen polaco, murió asesinado en Auschwitz en 1942, tras su detención en París. Esta desgracia marcó la infancia de Sarah Kofman, pues tuvo que vivir entre dos madres, la real y otra postiza, para ocultarse en las redadas. Y también marcó su vida, por lo que se deduce de sus libros finales.
Tras sus estudios de filosofía, Kofman empezó su carrera docente en institutos de Toulouse (1960-1963) y luego de París (1963-1970). También enseñó, entre otras, en las universidades de Berkeley y de Ginebra. Su tesis inicial, supervisada por Deleuze y publicada más tarde como Nietzsche et la métaphore, dio entrada a un diálogo con el pensador alemán, que le ocupó toda su vida, pues en 1992-1993 publicó dos grandes tomos sobre esa figura mayor.
En 1969 conoció a Jacques Derrida, asistió a sus seminarios, y luego participaría en su proyecto colectivo de publicaciones en la Editorial Galilée o en la reforma de la enseñanza filosófica en Francia. Además, Kofman escribiría un excelente ensayo sobre el filósofo, con el título Lectures de Derrida. 
Otras de sus múltiples facetas son sus reflexiones continuas sobre la condición femenina. Destacan los textos que dedicó a Nietzsche o los que refieren al pensamiento de Freud, especialmente sobre su valoración de las mujeres. Sus gustos por la literatura de Hoffmann o Nerval, por la metáfora en particular, y por la expresión autobiográfica han hecho de sus escritos privados una muestra relevante de la creación del siglo XX, desde Autobiogriffures hasta Paroles suffoquées y Calle Ordener, calle Labat.
Sarah Kofman ha sido traducida a muchas lenguas, especialmente al inglés. Impartió conferencias en todo el mundo —desde Brasil hasta Japón—, además de ser conocida por su actividad incesante en Francia como escritora y como docente. De ahí que su suicidio, en 1994, tuviese una gran resonancia, tomando un valor simbólico para toda una generación.

### Fallecimiento
Kofman se suicidó en 1994. El hecho de que lo hiciera en la fecha del aniversario del nacimiento de Nietzsche ha sido visto por algunos autores como significativo. Tras su muerte, Jacques Derrida escribió lo siguiente: 

«Para ella también fue sin piedad, si no es sin piedad, al final, tanto para Nietzsche y Freud, a quien conocía y cuyos cuerpos de trabajo que había leído dentro y por fuera. Al igual que nadie más en este siglo, me atrevo a decir. Los quería sin piedad, y era implacable hacia ellos (por no hablar de algunos otros) en el mismo momento en que, dándoles sin piedad todo lo que podía, y todo lo que tenía, ella heredaba de ellos y fue velan por lo que habían-lo-que todavía tienen que decirnos, especialmente en relación con el arte y la risa».

## Obra
- L'enfance de l'art: Une interprétation de l'esthétique freudienne (1970).
- Nietzsche et la métaphore (1972).
- Camera obscura: De l'idéologie (1973). Trad. Camera oscura, JB, (1998).
- Quatre romans analytiques (1974). Trad. Freud and Fiction (1991).
- Autobiogriffures (1976).
- Aberrations: Le devenir-femme d'Auguste Comte (1978).
- Nerval: Le charme de la répétition (1979).
- Nietzsche et la scène philosophique (1979).
- L'énigme de la femme: La femme dans les textes de Freud (1980). .
- Le respect des femmes (Kant et Rousseau) (1982).
- Comment s'en sortir? (1983).
- Un métier impossible: Lecture de "Constructions en analyse" (1983).
- Lectures de Derrida (1984).
- Mélancholie de l'art (1985).
- Pourquoi rit-on? Freud et le mot d'esprit (1986).
- Paroles suffoquées (1987). Trad. Smothered Words (1998).
- Conversions: Le Marchand de Venise sous le signe de Saturne (1987).
- Socrate(s) (1989). '
- Séductions: De Sartre à Héraclite (1990).
- Don Juan ou le refus de la dette (1991).
- "Il n'y a que le premier pas qui coûte": Freud et la spéculation  (1991).
- Explosion I: De l'"Ecce Homo" de Nietzsche (1992).
- Explosion II: Les enfants de Nietzsche (1993).
- Le mépris des Juifs: Nietzsche, les Juifs, l'antisémitisme (1994).
- Rue Ordener, rue Labat (1994). 'Trad. Calle Ordener, calle Labat, cuatro.ediciones (1996).
- L'imposture de la beauté et autres textes (1995).

### Sobre Sarah Kofman
- "Sarah Kofman", entrevista con Alice Jardine, en Alice Jardine & Anne M. Menke (eds.), Shifting Scenes: Interviews on Women, Writing, and Politics in Post-68 France, Nueva York y Oxford, Columbia University, 1991.
- "Writing without Power: A Conversation with Sarah Kofman", entrevista con Ursula Konnertz, Women's Philosophy Review, junio de 1995: 5–8.
- Deutscher, Penelope y Kelly Oliver (eds.), Enigmas: Essays on Sarah Kofman, Ithaca y Londres, Cornell University, 1999; con una extensa bibliografía de S.K.
- J. Derrida, en Cada vez única, el fin del mundo, Valencia, Pre-Textos, 2005 (or. 2003).
- Chanter, Tina y Pleshette DeArmitt (eds.), Sarah Kofman's Corpus, Albany, State University of New York, 2008.